# Zulfija Činšanlo
Zulfija Činšanlo (kaz. Зүлфия Чиншанло; rus. Зульфия Чиншанло; kin. 赵常玲; pinyin: Zhao Changling) (Almaty, Kazahstan, 25. srpnja 1993.) je kineska dizačica utega s privremenim kazačkim državljanstvom.
Na Olimpijadi u Londonu 2012. osvojila je zlato te je s ukupno podignutih 226 kg postavila novi olimpijski rekord u svojoj težinskoj kategoriji. Također, Zulfija je dva puta bila svjetska prvakinja u dizanju utega te srebrna na Univerzijadi u Singapuru 2010.

## Podrijetlo
Zulfija priprada Dungan zajednici te joj je materinji dunganski jezik. Riječ je o zajednici kineskih muslimana koji žive na području bivšeg Sovjetskog Saveza. Prema kineskom mediju Xinhua News Agency, Zulfija je rođena i odrasla u kineskoj provinciji Hunan te govori kineski jezik tečnije nego ruski. Ona i Maiya Maneza su 2008. emigrirale u Kazahstan uz odobrenje hunanskih sportskih dužnosnika. U novoj zemlji su potpisale petogodišnji ugovor a nakon uspjeha na OI u Londonu, obje su se vratile u Kinu 2012.
S druge strane, kazahstanski službeni mediji tvrde da je dizačica utega rođena 25. srpnja 1993. u Almatyju a njen otac Salahar Činšanlo je poslovni čovjek koji tečno govori dunganski i ruski.

## Olimpijske igre

### OI 2012.
| RANG | Natjecatelj           | Težina natjecatelja | Ukupno podignuto kg |
| ---- | --------------------- | ------------------- | ------------------- |
|      | Zulfija Činšanlo      | 52,70               | 226                 |
|      | Hsu Shu-ching         | 52,41               | 219                 |
|      | Cristina Iovu         | 52,79               | 219                 |
| 4.   | Citra Febrianti       | 52,53               | 206                 |
| 5.   | Julija Paratova       | 52,43               | 199                 |
| 6.   | Rusmeris Villar       | 52,59               | 196                 |
| 7.   | Aleksandra Klejnowska | 52,67               | 196                 |
| 8.   | Nguyen Thi Thuy       | 52,23               | 195                 |
| 9.   | Yu Weili              | 52,95               | 195                 |
| 10.  | Inmara Henríquez      | 52,84               | 194                 |

## Vanjske poveznice
- The-Sports.org